# 雷·格森
雷·格森（？—1976年），化名波那加（Po Nagar），占族人，柬埔寨军事人物，曾参与第二次印度支那战争及柬埔寨内战。
雷·格森早期事迹不明，后来是柬埔寨王家军的伞兵上校。1950年代，他建立占婆解放阵线，寻求占族自治。1964年，成为巴加拉伽的主要领袖之一。寻求高地民族自越南独立。他可能是个双重间谍，同时为柬埔寨安全部门与法国对外情报和反间谍局工作。后来，占婆解放阵线、巴加拉伽、下高棉解放阵线合并成为被压制民族斗争统一战线（FULRO）。
1968年，因FULRO内讧，他在组织总部向数个营的柬埔寨王家军投降，并逮捕了主席伊·班·埃纽尔。按照柬埔寨国家元首诺罗敦·西哈努克与北越的秘密协定，他从西哈努克港用船只向越共游击队输送武器。
1970年柬埔寨政变后，他转而支持朗诺，被提拔为高棉国家军队的将军，并且是朗诺弟弟朗农的亲信。在柬埔寨内战期间，雷·格森率领第五特别旅参加对红色高棉叛军的镇压。他涉嫌对亲红色高棉的村庄进行系统性屠杀，因而臭名昭著。最终他的部队被解散。
雷·格森其人凶残而且腐败，但他却也因性格慷慨而知名。1974年，他被任命为无任所大使。1975年4月，红色高棉夺取政权，他流亡马来西亚。